# キューブのパワー
「キューブのパワー」(原題: "The Power of Three"）は、イギリスのSFドラマ『ドクター・フー』の第7シリーズ第4話。イギリスでは BBC One と BBC One HD で2012年9月22日に初放送された。脚本はクリス・チブナル、監督はダグラス・マッキノンが担当した。
本作ではタイムトラベラーの異星人11代目ドクター（演:マット・スミス）が、一夜にして出現した無数の小型正六面体が起動するまでの間、コンパニオンのエイミー・ポンド（演:カレン・ギラン）やローリー・ウィリアムズ（演:アーサー・ダーヴィル）と共に地球で過ごす。
「キューブのパワー」は、次話「マンハッタン占領」で退場するエイミーとローリーの視点や彼らの生活へのドクターによる影響に焦点が当てられている。物語はMSCナポリの逸話や舞台 The Man Who Came to Dinner にインスパイアされている。本作には対エイリアン組織のUNITが再登場を果たし、またレスブリッジ・スチュワート准将の娘であるUNITの科学部長ケイト・スチュワート（演:ジェマ・レッドグレイヴ）が初登場した。豪商アラン・シュガーや物理学者ブライアン・コックスもカメオ出演した。本作は第7シリーズ前半の最後から2番目のエピソードであったが、撮影は同シーズンで最後に行われ、したがってギランとダーヴィルの『ドクター・フー』レギュラーキャストとしての最後の撮影となった。
視聴者数はイギリス国内で767万人に達した。批評家の反応は一般に肯定的で、プロットは事態の解決策が高く評価されなかったものの、ユーモアと感情的な要素が高評価された。

## 連続性
ドクターはブライアンにこれまでに命を落としたコンパニオンもいることを告げている。これはサラ・キングダム、カタリーナ、アドリックのことを指している。劇中のある時点でドクターとエイミーとローリーはフィッシュカスタードを食べている。フィッシュカスタードは「11番目の時間」で初登場した。本作の終盤でブライアンはエイミーとローリーを安全に帰すようドクターに頼むが、ドクターとそしてブライアンは次話「マンハッタン占領」で二度と直接2人とコンタクトを取れなくなってしまう。エイミーとローリーが宿泊した新設のサヴォイ・ホテルはザイゴンに占領されていた。ザイゴンは4代目ドクター時代の「ザイゴンの脅威」（1975年）で初登場し、後に50周年記念スペシャル「ドクターの日」（2013年）で再登場する。ロンドン塔は2005年クリスマススペシャル「クリスマスの侵略者」でもUNITの基地として登場し、第4シリーズ「侵略前夜」でも言及された。ドクターはロボット犬でも空に浮かべると述べており、これは4代目ドクターのコンパニオンであるK-9への言及である。

## 製作

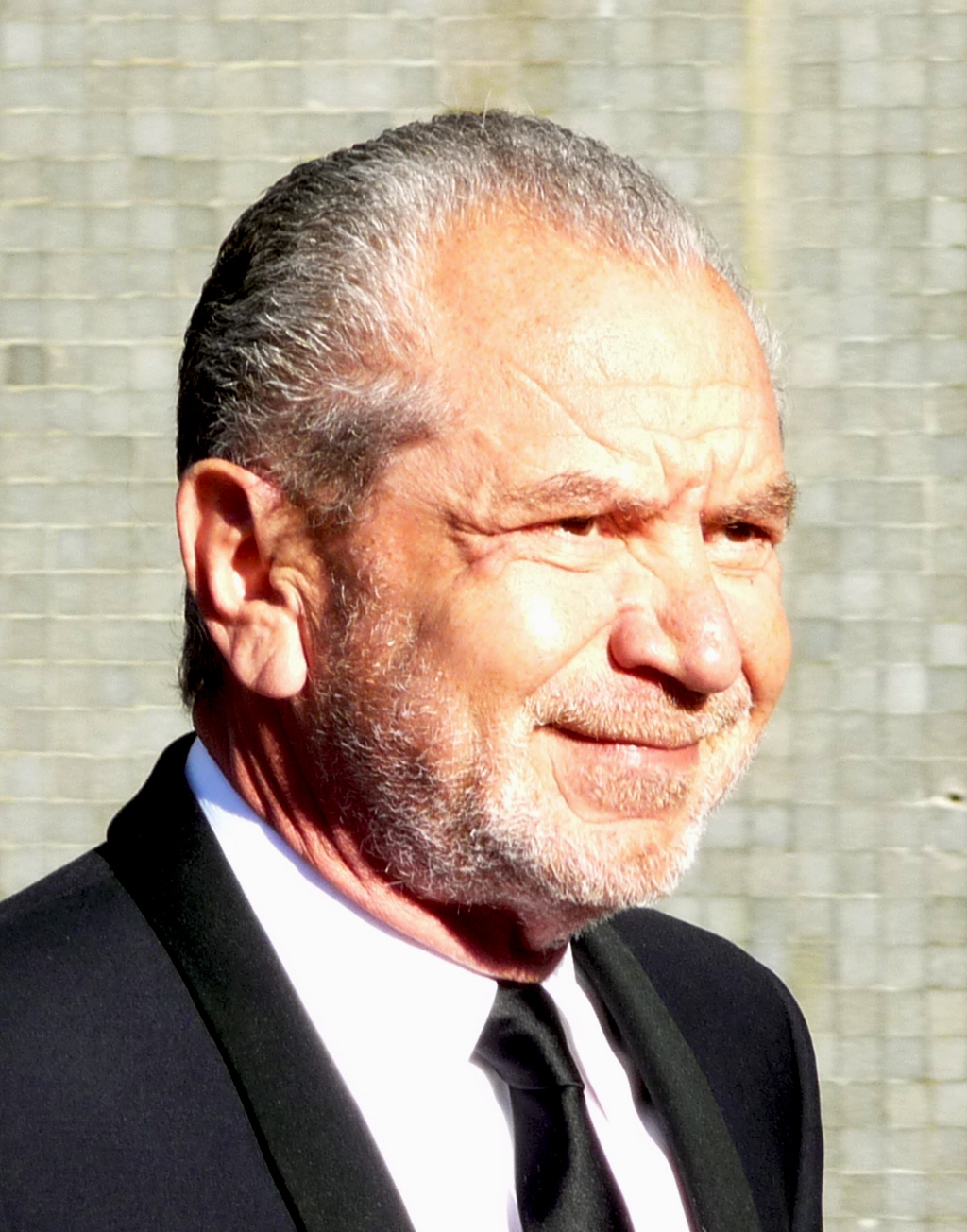
アラン・シュガーは彼の番組 The Apprentice のセットでカメオ出演した。

本作の英語版タイトルは元々 "Cubed" と報じられていたが、後に "The Power of Three" として告知された。クリス・チブナルは『ドクター・フー』では以前に「タイムリミット42」（2007年）、「ハングリー・アース」「冷血」（2010年）、第7シリーズ第2話「恐竜たちの船」を執筆した。彼は『ドクター・フー』のスピンオフシリーズ『秘密情報部トーチウッド』でも多くのエピソードを執筆しているほか、後に第11シリーズからは『ドクター・フー』の製作総指揮に就くことになる。本作「キューブのパワー」は彼が「恐竜たちの船」に続いて第7シリーズで執筆した2本目のエピソードである。チブナル曰く「キューブのパワー」は大規模な地球侵略の物語であるが、エイミーとローリーがドクターと過ごす時間や、彼らの生活へのドクターの影響に焦点が当てられていて、過去の侵略エピソードとは一線を画している。本作は以前よりもエイミーとローリーの視点から語られており、次話「マンハッタン占領」で退場する前に彼らを祝福する内容となっている。チブナルが当時の製作総指揮スティーヴン・モファットから与えられたテーマはドクターとの生活、すなわち『ドクター・フー』式の The Man Who Came to Dinner であった。また、チブナルはMSCナポリの逸話にもインスパイアされた。劇中でTwitterに対して好印象を抱いていない11代目ドクターの描写は、SNSから離れることに決めているマット・スミスの生活スタイルを反映している。

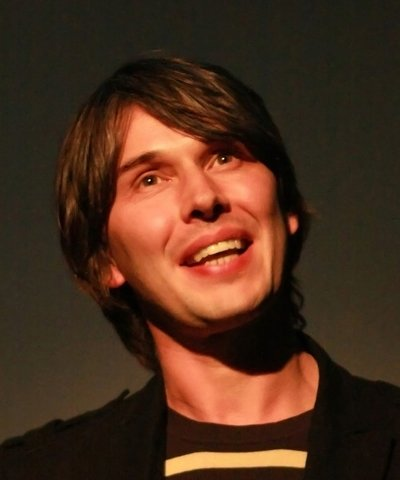
物理学者ブライアン・コックスもカメオ出演し、キューブの起源について仮説を立てている。

The Invasion（1968年）で初登場し3代目ドクター（演:ジョン・パートウィー）時代にレギュラー化したUNITが、チブナルの要求で本作に再登場した。本作では、レスブリッジ・スチュワートの娘ケイト・スチュワートがUNITの科学部長を担当していることが明かされる。レスブリッジ・スチュワートは演じていたニコラス・コートニーが2011年に死去したことに合わせて、第6シリーズ「ドクター最後の日」で死亡が明かされていた。ケイトは Reeltime Pictures によるスピンオフ作品 Downtime（1995年）と Dæmos Rising（2004年）に登場し、その時はベバリー・クレスマンが演じていた。マット・スミスは本作でケイト役を演じたジェマ・レッドグレイヴとの共演を楽しみ、「優雅で魅力的かつ絶対的に嬉しい人だ」と表現した。
「キューブのパワー」の読み合わせは2012年4月27日にカーディフのテレビスタジオロース・ロックで行われた。撮影は第3製作ブロックにて単独で行われ、エイミーおよびローリーとしてのカレン・ギランとアーサー・ダーヴィルの最後の撮影となった。最期に撮影されたシーンはブライアンに別れを告げてドクターとポンド夫妻がターディスに入っていく場面であり、ドアが閉まると3人は抱き合って涙を流した。エイミーとローリーの家の屋外のシーンは2012年6月から7月にかけて撮影され、ダーヴィルは6月の再撮影のために短期間だけ現場に復帰した。プロデューサーのマーカス・ウィルソンによると、小道具のキューブは無数に製作された上にCGIでさらに追加された。ロンドン塔の外でのエイミーとドクターの会話は2012年ロンドンオリンピックのため本当には撮影できず、カーディフのスタジオで撮影した映像に他の映像を合成して製作された。また、本作には『ドクター・フー』の長いファンである物理学者ブライアン・コックスや豪商アラン・シュガーがカメオ出演した。シュガーのカメオ出演シーンは彼のテレビ番組 The Apprentice で撮影された。

## 放送と反応
「キューブのパワー」はイギリスでは BBC One と BBC One HD で2012年9月22日に初放送され、当夜の視聴者数は549万人に達した。最終合計値は767万人に達し、その週のイギリスのテレビ番組では13番目に、BBC One の番組では5番目に良い記録を残した。BBC iPlayer では130万リクエストを受け、第7シリーズの前3話に続く第4位の記録を残した。Appreciation Index は87を記録した。
日本では放送されていないが、2013年11月23日から『ドクター・フー』の第5シリーズから第7シリーズにかけての独占配信がHuluで順次開始され、「キューブのパワー」は2014年に配信が開始された。

### 批評家の反応
「キューブのパワー」は一般に肯定的なレビューを受けた。ガーディアン紙のダン・マーティンは本作が大好きだと述べ、「ラッセル・T・デイヴィス期のわずかな最高の要素全てを通じたノスタルジックな進行だ」と評価した。しかし彼はデイヴィスの作品に見られた短所（結末が上手く出来ていないこと）が本作にも見受けられると指摘した。ただし彼は「キューブのパワー」があらゆる面で完璧に豪華だと評価した。インデペンデント紙のニーラ・デブナスはターディスの外でのコンパニオンの生活の描かれ方を称賛し、エイミーとローリーが祝福されている描写も高く評価した。また、ケイト・スチュワートと導入と彼女の父との関係性も絶賛した。
ラジオ・タイムズのパトリック・マルケーンはケイトの登場を歓迎し、エピソード全体も美しく仕上がっていると評価したものの、解決方法は気に入らなかった。The A.V. Club のケイス・フィップスは本作をB+と評価した。彼はプロットについて酷く標準的で失敗していると指摘したが、キューブと漸進的な侵略については巧妙だったと評価した。IGNのマット・リズレイは本作を10点満点で8点と評価し、前半3/4の感動的描写やユーモアを絶賛したが、解決策が駆け足だったことと病院に潜伏していた異星人の説明がなかったことを批判した。Digital Spy のモーガン・ジェフェリーは本作に星4つを付け、解決方法を除けば「情緒的で興味を惹く楽しい『ドクター・フー』のエピソード」と表現した。
SFXのラッセル・ルウィンは本作に星3つ半を付け、チブナルの最高の『ドクター・フー』エピソードと評価した。彼は結末が盛り下がるものだったと指摘しつつも、UNITの登場やユーモアなどそれまでは大いに楽しむことができたと述べた。デイリー・テレグラフのギャヴィン・フラーは本作に星2つ半を与え、後続のシーズンフィナーレに向けての"呼び水"であると表現した。彼は最初の20分間を「詰め込み過ぎだ」「説明は多いがそれ以外がほとんどない」と表現し、ローリーの病院での行動が説明されていないと指摘した。彼はエイミーとドクターの会話やキューブの謎とカウントダウン要素を楽しんだが、説明が非論理的であることと結末が余りにも単純であることを批判した。